# Nebbia al Giambellino
Nebbia al Giambellino è un romanzo dello scrittore italiano Giovanni Testori scritto all'inizio del 1960 e pubblicato postumo dall'editore Longanesi nel 1995 dopo il ritrovamento, tra le carte dell'autore, di un dattiloscritto che conteneva il testo.

## Trama
Nebbia al Giambellino, che prende il titolo dal noto quartiere periferico di Milano, può essere considerato il romanzo conclusivo del ciclo "I segreti di Milano". Narra la storia della vedova Gina Restelli giunta a Milano dalla provincia con una figlia e che, per potersi mantenere, si mette al servizio di Rinaldo Cattaneo, un giovane della borghesia milanese.
Rinaldo è fortemente attratto dalla donna e presto le fa capire le sue intenzioni. Ma Gina, che non intende abbandonare i suoi principi morali, dopo le ultime pesanti insistenze, accompagnate da ricatti e umiliazioni, preferisce la morte.
Il romanzo inizia con il ritrovamento della donna morta per soffocamento o strangolamento nella sua casa e man mano, attraverso le indagini del commissario e i colloqui con la figlia, si dipana la vicenda.